# Campeonato Mundial de Atletismo em Pista Coberta de 2016 - Salto triplo feminino
A prova do salto triplo feminino do Campeonato Mundial de Atletismo em Pista Coberta de 2016 ocorreu dia  19 de março em Portland, nos Estados Unidos.

## Recordes
Antes desta competição, os recordes mundiais e do campeonato nesta prova eram os seguintes:
|    | Nome             | Nacionalidade | Distância | Local              | Data               |
| -- | ---------------- | ------------- | --------- | ------------------ | ------------------ |
| WR | Tatyana Lebedeva | Rússia        | 15m 36cm  | Budapeste, Hungria | 6 de março de 2004 |
| CR | Tatyana Lebedeva | Rússia        | 15m 36cm  | Budapeste, Hungria | 6 de março de 2004 |

## Medalhistas
| Ouro                | Prata                  | Bronze                       |
| Yulimar Rojas (VEN) | Kristin Gierisch (GER) | Paraskevi Papachristou (GRE) |

## Resultados
A prova ocorreu dia 19 de março. 
| Colocação         | Nome                  | Nacionalidade     | #1    | #2    | #3    | #4    | #5    | #6    | Resultados | Notas |
| ----------------- | --------------------- | ----------------- | ----- | ----- | ----- | ----- | ----- | ----- | ---------- | ----- |
| Medalha de ouro   | Yulimar Rojas         | Venezuela         | x     | 14.41 | x     | x     | x     | x     | 14.41      |       |
| Medalha de prata  | Kristin Gierisch      | Alemanha          | 13.73 | 14.07 | 13.92 | 14.16 | 14.30 | 14.08 | 14.30      | SB    |
| Medalha de bronze | Paraskeví Papahrístou | Grécia            | x     | 14.15 | x     | x     | x     | x     | 14.15      |       |
| 4                 | Keturah Orji          | Estados Unidos    | 14.13 | x     | 14.04 | 14.08 | 13.96 | 14.14 | 14.14      | SB    |
| 5                 | Elena Panturoiu       | Roménia           | 13.96 | x     | 14.02 | 14.11 | 14.11 |       | 14.11      |       |
| 6                 | Kristiina Mäkelä      | Finlândia         | x     | 14.04 | 13.92 | 14.07 | 13.93 |       | 14.07      |       |
| 7                 | Jeanine Assani Issouf | França            | x     | 13.65 | 14.07 | 13.84 | x     |       | 14.07      |       |
| 8                 | Shanieka Thomas       | Jamaica           | 13.73 | 13.46 | 13.95 | 13.85 | 13.94 |       | 13.95      | SB    |
| 9                 | Keila Costa           | Brasil            | 13.66 | 13.94 | x     |       |       |       | 13.94      | SB    |
| 10                | Christina Epps        | Estados Unidos    | 13.68 | x     | x     |       |       |       | 13.68      |       |
| 11                | Ana Peleteiro         | Espanha           | 13.59 | 13.57 | 13.37 |       |       |       | 13.59      |       |
| 12                | Carmen Toma           | Roménia           | 13.31 | x     | 13.31 |       |       |       | 13.31      |       |
| 13                | Iryna Vaskouskaya     | Bielorrússia      | 13.28 | 13.19 | 13.07 |       |       |       | 13.28      |       |
| 14                | Sanna Nygård          | Finlândia         | x     | 13.21 | 13.20 |       |       |       | 13.21      |       |
| 15                | Ayanna Alexander      | Trinidad e Tobago | x     | x     | x     |       |       |       | NM         |       |

Legenda
| Recorde mundial       | Recorde mundial (World record)               |                       | Recorde africano                      | Recorde africano (African) |                                           | Q | Classificado por posição (Qualified) |
| Recorde do campeonato | Recorde do campeonato (Championship record)  | Recorde da América    | Recorde da América (Americas)         | q                          | Classificado por melhor tempo (Qualified) |   |                                      |
| Melhor marca do ano   | Melhor marca do ano (World leading)          | Recorde asiático      | Recorde asiático (Asian)              | DNS                        | Não largou (Did not start)                |   |                                      |
| Recorde nacional      | Recorde nacional (National record)           | Recorde europeu       | Recorde europeu (European)            | DNF                        | Não terminou (Did not finish)             |   |                                      |
| Recorde pessoal       | Recorde pessoal do atleta (Personal best)    | Recorde da Oceania    | Recorde da Oceania (Oceania)          | DSQ / DQ                   | Desclassificado (Disqualified)            |   |                                      |
| Recorde da temporada  | Recorde da temporada do atleta (Season best) | Recorde sul-americano | Recorde sul-americano (South America) | NM                         | Sem marca (No mark)                       |   |                                      |